# سامسونگ اس۸۵۰۰

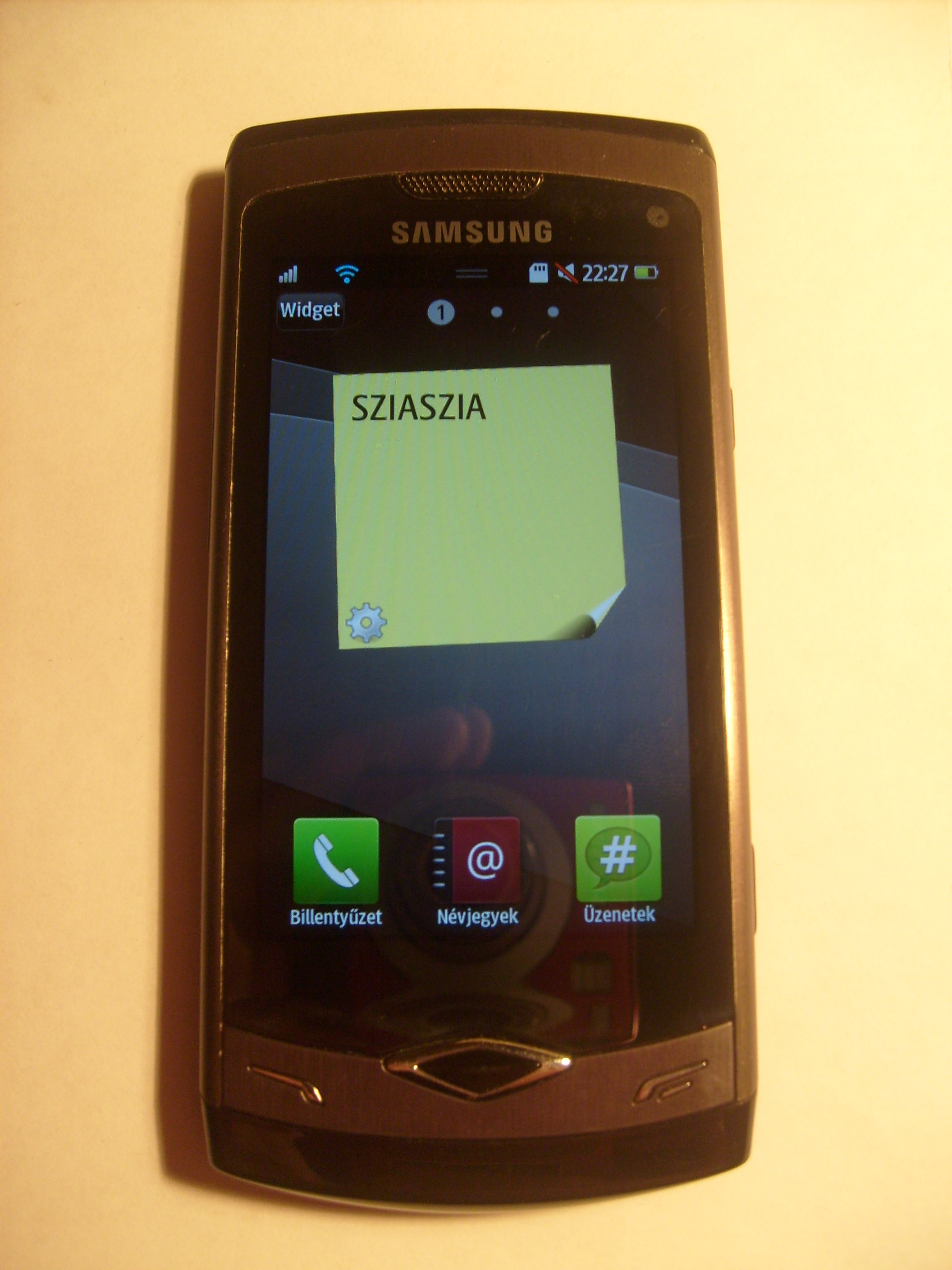
یک نمونه تلفن همراه سامسونگ مدل s8500

سامسونگ اس۸۵۰۰ یک‌نمونه از گوشی‌های تلفن همراه سری S شرکت سامسونگ است که توسط همین شرکت به بازار عرضه شده‌است.